# Nowoszyce (przystanek kolejowy)
Nowoszyce (ukr. Новошичі) – przystanek kolejowy w miejscowości Bystrycia, w rejonie drohobyckim, w obwodzie lwowskim, na Ukrainie. Nazwa pochodzi od pobliskiej miejscowości Nowoszyce.
Przystanek istniał przed II wojną światową. Nosił wówczas nazwę Nowoszyce-Prusy.